# Małgorzata Wittelsbach (Bawaria-Landshut)
Małgorzata Wittelsbach (ur. 7 listopada 1456 w Ambergu – zm. 25 lutego 1501 w Heidelbergu) – księżniczka bawarska, księżna Palatynatu.
Córką księcia Ludwika IX Bogatego z Bawarii-Landshut i Amalii Saskiej. 
21 lutego 1473 roku wyszła za elektora Palatynatu Filipa. Mieli 14 dzieci:
- Ludwik (1478–1544) - elektor Palatynatu
- Filip (1480-1541) – biskup Fryzyngi
- Ruppert (1481-1504) – biskup Fryzyngi
- Fryderyk (1482–1556) - elektor Palatynatu
- Elżbieta (1483–1522) – żona margrabiego Filipa I Badeńskiego
- Jerzy (1486-1529) - biskup Spiry
- Henryk (1487-1552) - biskup Utrechtu, Wormacji, Fryzyngii
- Jan (1487-1538) - biskup Ratyzbony
- Amelia (1490–1525) – wyszła za księcia Jerzego I (1493-1531) syna Bogusława X Wielkiego
- Barbara (1491–1505)
- Helena (1493–1524) – wyszła za księcia Henryka V Mecklenburg (1479-1552)
- Wolfgang (1494–1558)
- Otto (1496)
- Katarzyna (1499–1526) zakonnica